# Arktikum

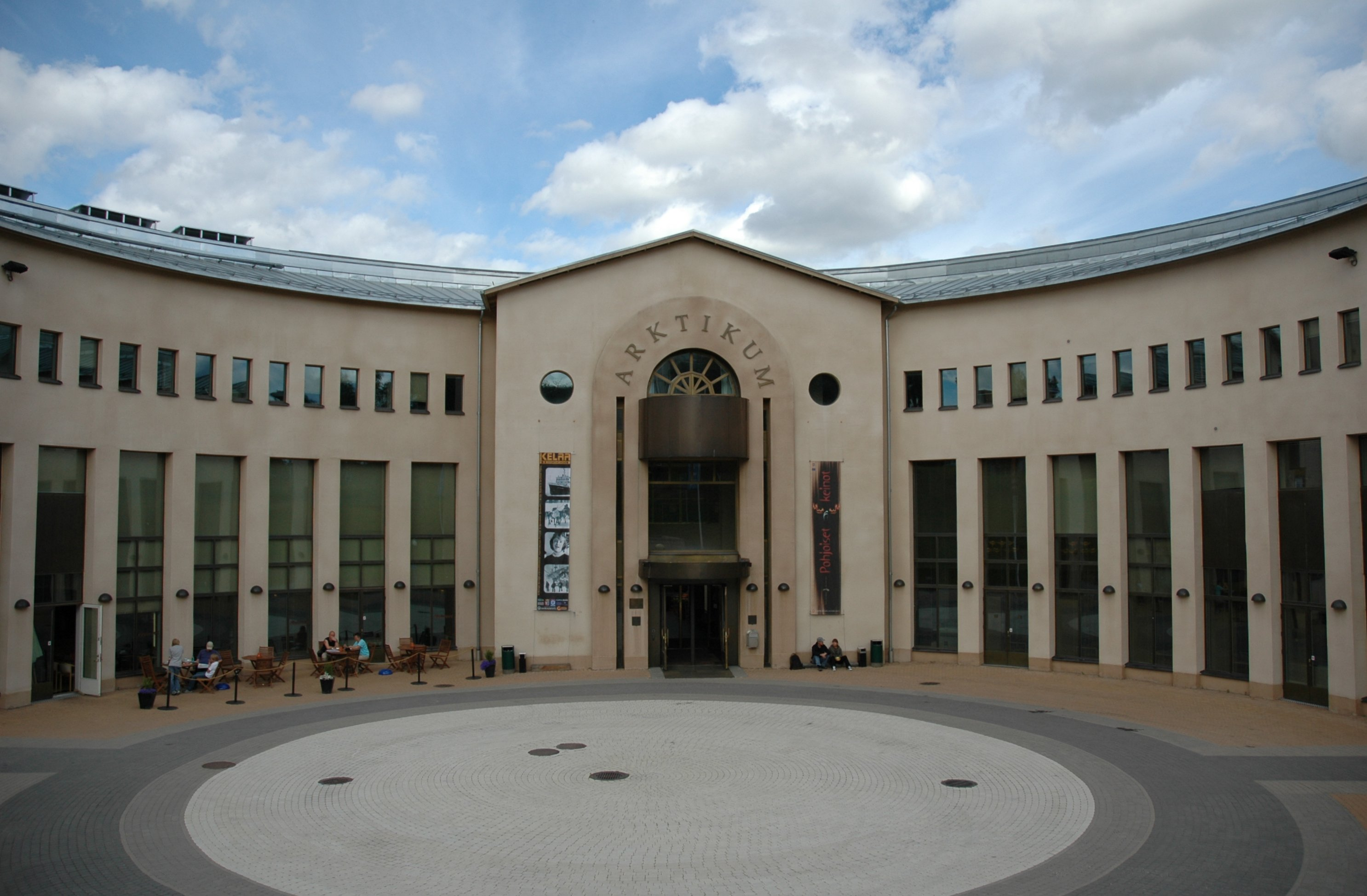
Arktikum

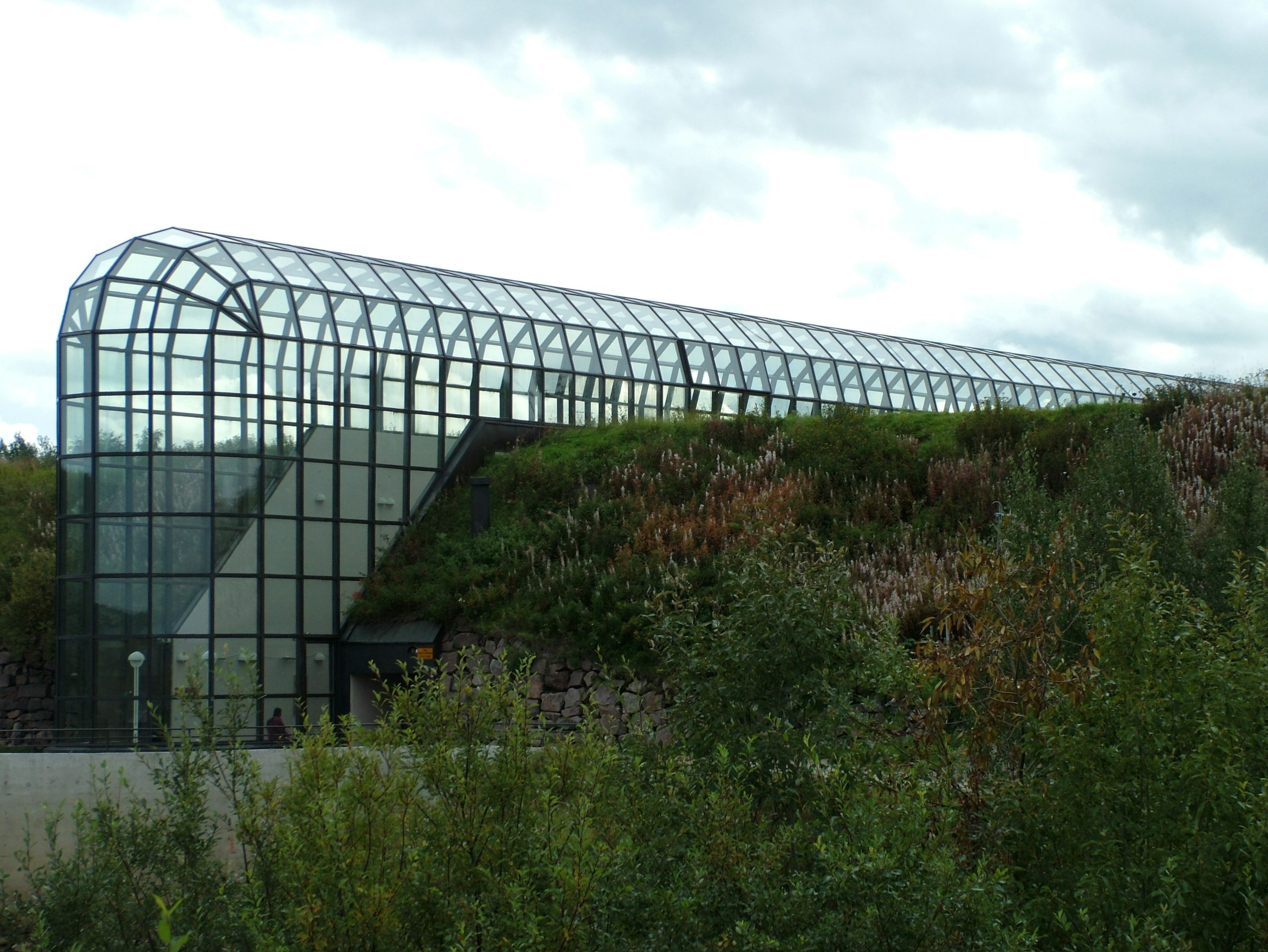
Die Außenansicht

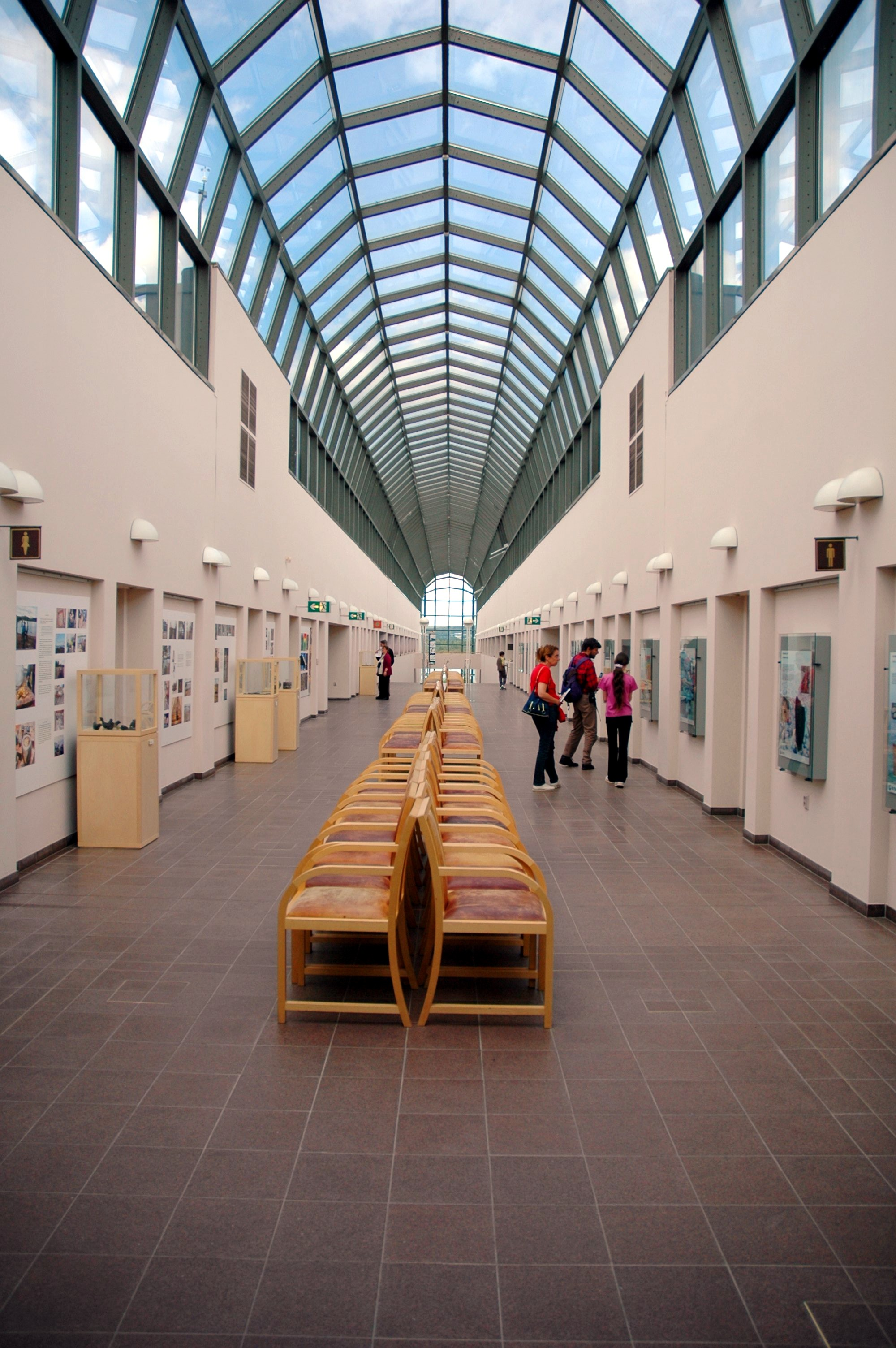
Die Innenansicht

Das Arktikum ist ein Museum im Zentrum von Rovaniemi, Finnland. 
Das von außen weithin sichtbare Glasgewölbe, das wie ein Finger in Richtung Norden zeigt, ist nur der nach außen in Erscheinung tretende Kern des Museums. Das Arktikum besteht eigentlich aus zwei Institutionen, dem Provinzmuseum von Lappland, sowie dem Arktischen Zentrum. 

## Das Arktische Zentrum
Im Arktischen Zentrum sind das Institut für die Nördliche Umwelt und für Minderheitenrecht untergebracht. Dieses richtet sein Augenmerk auf die Erforschung der Rechte der indigenen Bevölkerung, beispielsweise auf das Recht auf eine eigene Sprache und Kultur. 
Das Arktische Zentrum bietet auch einen Informationsservice. Diese Einrichtung vermittelt Informationen über arktische Gebiete. Zusätzlich wirkt der Informationsservice an der Erstellung eines Informationsnetzwerkes der Barentsregion mit, sowie an der Schaffung eines Netzwerkes, das die gesamten Polargebiete umfasst. 
Die Organisation Finnbarents ist eine Organisation von Fachkräften, die sich in ihrer Arbeit auf die Regionen des Nordens, besonders Nordwest-Russland, aber auch auf andere Gebiete Russlands und des Baltikums, spezialisiert.

## Das Provinzmuseum von Lappland
Das Provinzmuseum Lappland stellt mit seiner Ausstellung Wege des Nordens Völker des Nordens vor und erzählt die Geschichte Lapplands. Eindrücke aus der samischen Kultur vermitteln sowohl Exponate der samischen Handwerkskunst, als auch die Trachten der Samen, die hier ausgestellt sind. Das Museum zeigt wechselnde Ausstellungen. Hierbei wird Bezug auf das Leben in Gesamt-Lappland genommen, aber auch auf das Leben des Volkes der Samen in Lappland.